# Словенски Гроб
Словенски Гроб (словац. Slovenský Grob) — село, громада округу Пезінок, Братиславський край, південно-західна Словаччина, Малокарпатський регіон. Кадастрова площа громади — 10,17 км².
Населення 4086 осіб (станом на 31 грудня 2017 року).

## Історія
Словенски Гроб згадується в 1214 році.

## Населення
| Рік:            | 1994. | 2004.    | 2014.    | 2024.     |
| --------------- | ----- | -------- | -------- | --------- |
| Кількість осіб: | 1737  | 1925     | 2616     | 6133      |
| Різниця:        |       | +10,82 % | +35,89 % | +134,44 % |

| Рік:            | 2023. | 2024.   |
| --------------- | ----- | ------- |
| Кількість осіб: | 5934  | 6133    |
| Різниця:        |       | +3,35 % |